# Capitulación de Potosí
La ciudad de Potosí, o Villa Imperial de Potosí ubicada en Bolivia, es una población que nació como asiento de minas dependiente de la ciudad de La Plata, tras el descubrimiento de plata en el Cerro Rico o Sumac Orcko (cerro hermoso).

## Antecedentes históricos
“Primeramente queremos por hacer bien e merced al dicho asiento de Potosí que sea villa e se llame e nombre la villa imperial de potosí intentando y exigiendo de la jurisdicción de la ciudad de la plata..”. Capitulación del 21 de noviembre de 1561.

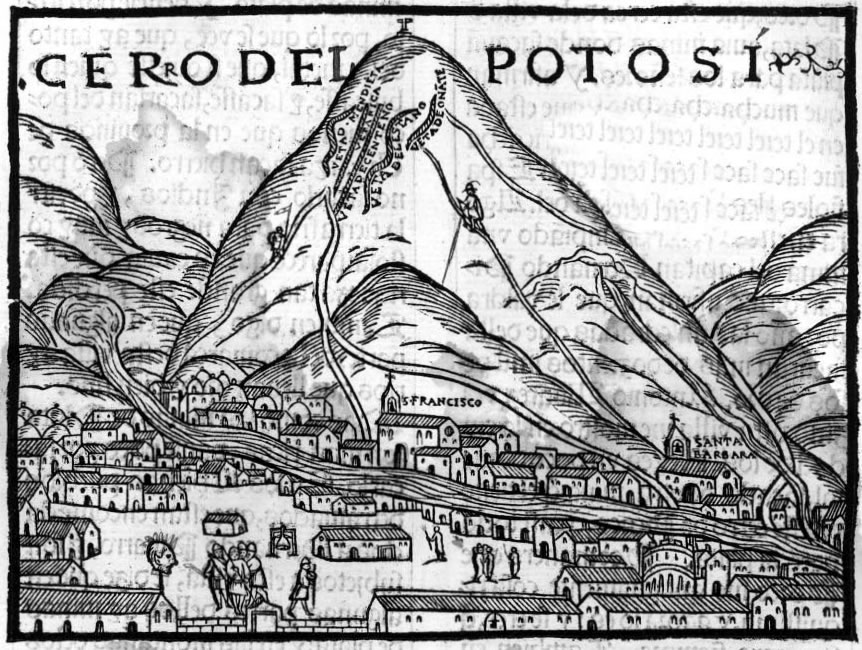
Potosí. La primera imagen en Europa. Pedro Cieza de León, 1553.

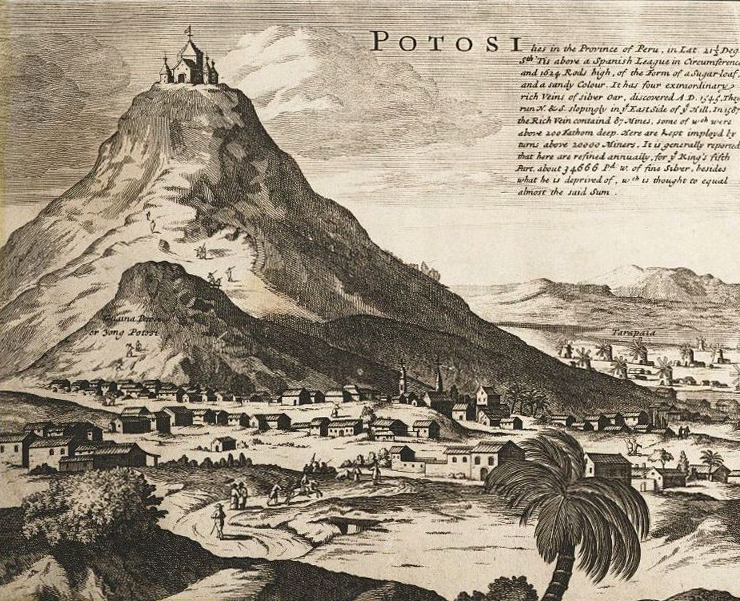
Un dibujo del Cerro Rico, hecho hacia 1715.

El 1 de abril de 1545, un grupo de españoles con Juan de Villarroel a la cabeza tomaron posesión del Cerro Rico de Potosí tras confirmar el hallazgo casual de una gran veta de plata.
Como consecuencia de este hallazgo, Potosí creció muy aceleradamente, muchos españoles dueños de minas aledañas atraídos por el metal argento, se avecinan como pudieron y alentaron a probarla, haciéndose las primeras construcciones apresurada y desordenadamente.
Un año después estaban edificadas "94 casas, para las cuales se les había señalado sitio en los parajes más secos... y en espacio de 18 meses se hicieron más de 2.5000 casas para más de 14 000 personas que entre españoles e indios había".
A dos años del hallazgo, se otorgó el reconocimiento al capitán Juan de Villarroel por el descubrimiento del Cerro Rico mediante una Cédula expedida en Ulma el 28 de enero de 1547, además de la concesión de un escudo de armas y del título de Villa Imperial de Potosí.
A pesar del título de Villa Imperial, Potosí nunca ostentó hasta el año de 1561.

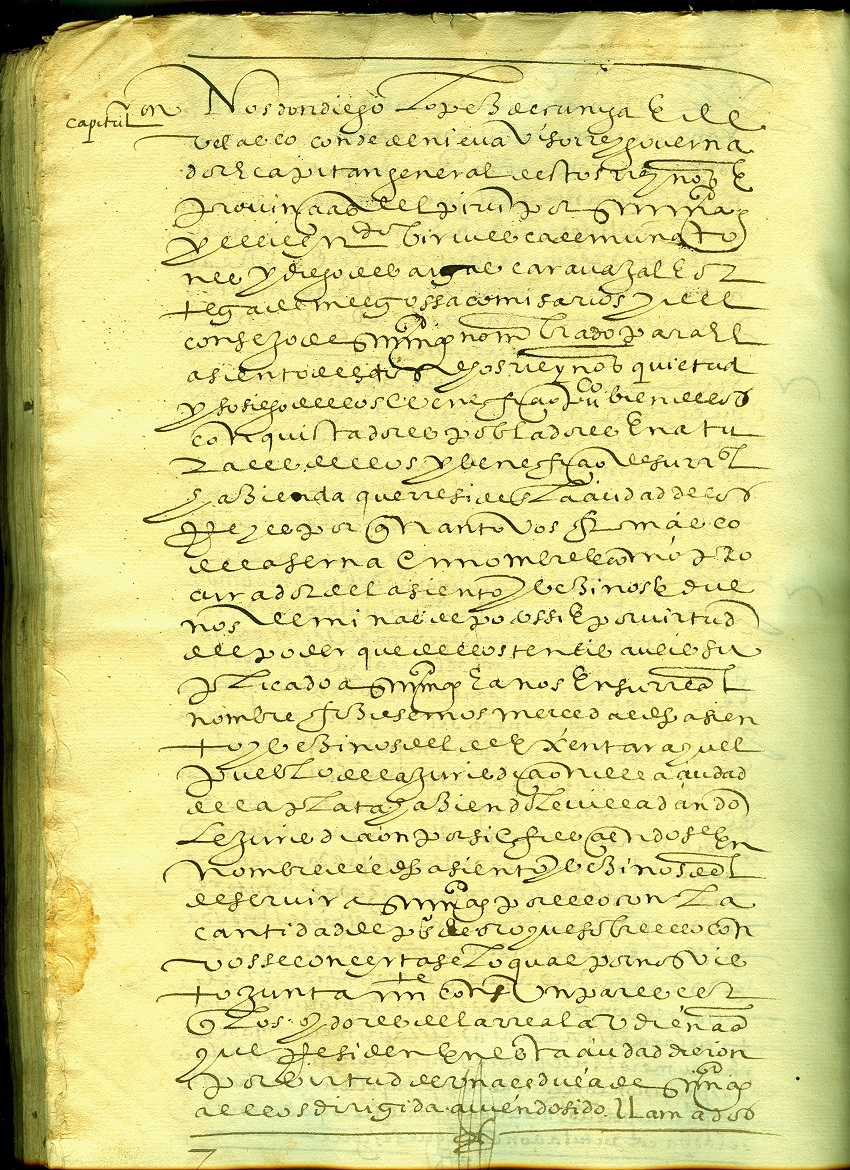
Capitulación de Potosí, 1561. Manuscrito que se encuentra en el Archivo Histórico de la Casa Nacional de Moneda

Durante los primeros quince años, el mando estuvo reducido a un Alcalde Mayor o Juez Comisionado por el Corregidor de La Plata, o sea, que sus autoridades dependían de La Plata. La peculiaridad del gobierno real en Potosí, es que no hubo corregidores exclusivos para ella y su distrito. Descubierto el cerro y poblada Potosí, nadie se molestó de dotarle con un gobierno propio sino que se la insumos simplemente dentro de la jurisdicción del corregidor de La Plata.
Una de las primeras referencias que se tiene sobre la Capitulación de Potosí, nos proporciona Pedro Vicente Cañete (1787), quien transcribe parte de la Capitulación y Armando Alba otorga un comentario especial aseverando "tiene la significación de documento primordial para la historia de la ciudad" ya que mediante el cual "asciende a categoría de Villa Imperial el asiento minero de Potosí...en sentido de que cuando se descubrió el Cerro Rico, por españoles que trabajaban en el mineral de Porco, no se fundó la ciudad ni se suscribió acta alguna, como afirmaron escritores del siglo pasado, sin exhibir para ello documentos fidedignos. La ciudad nació al azar y creció al ritmo del desarrollo e incremento adquirido por los trabajos de minas del Cerro Rico".
A mediados de 1561, los pobladores de Potosí deciden enviar a la ciudad de Los Reyes a Francisco de la Serna, para que realice las gestiones ante el Conde de Nieva, para elevar el asiento de minas de Potosí a VILLA. Tras una larga lucha por conseguir su autonomía, adquirió el rango de Villa Imperial de Potosí el 21 de noviembre de 1561 mediante la capitulación expedida por el entonces Virrey del Perú Diego López de Zúñiga y Velasco, conde de Nieva.
El día 21 de noviembre se adopta los términos decisivos y fundamentales iniciando con el encabezamiento: “Primeramente queremos por hacer bien e merced al dicho asiento de Potosí que sea villa e se llame e nombre la villa imperial de potosí intentando y eximiéndola de la jurisdicción de la ciudad de la plata”
Se conoce que el origen de la capitulación nace el 7 de noviembre de 1561, llevándola al asiento y minas de Potosí a la categoría de Villa Imperial de Potosí, la exención o autonomía de la jurisdicción de la Audiencia de La Plata, asignándole ciertas prerrogativas en lo administrativo y político y finalmente un Gobierno propio. Haciendo referencia una Cédula Real dada en Valladolid el 18 de agosto de 1559 y a otra dada en Gante el 23 de julio del mismo año, que respalda la legalidad de la capitulación. Se manifiesta que se insertó en Supremo Despacho de 21 de noviembre de 1561 y se halla copiado en los libros de Cabildo por testimonio autorizado en 24 de junio de 1563, por Juan de Vergara, escribano público, por ausencia de Alonso de Santa Ana, propietario de Cabildo.

## Términos de la Capitulación
Los términos y cláusulas de la Capitulación de 1561 fueron:
a) El asiento de Potosí se ha de nombrar en adelante Villa Imperial de Potosí, ha de estar exenta de la jurisdicción de la ciudad de La Plata y ha de tener sus propios términos;
b) Cada año ha de tener dos alcaldes ordinarios con jurisdicción civil y criminal, los cuales han de ser elegidos por el cabildo;
c) Cada año ha de haber seis regidores electos por el cabildo anterior, y esto ha de durar por espacio de 35 años contados desde 1° de enero de 1562, y cumplidos los 35 años los regidores han de ser de real nombramiento;
d) El mismo cabildo ha de proveer la alcaldía de minas en uno de sus alcaldes ordinarios;
e) El cabildo ha de arrendar y proveer los derechos de la pregonería como pertenecientes a los propios de la Villa;
f) La correduría de lonja ha de pertenecer también a los propios;
g) También la fiel ejecutoría;
h) Asimismo dos escribanos del número.
En el mismo año de 1561 fue nombrado don Juan Cortez para el corregimiento de la Villa, con el título de Corregidor de Potosí y de la ciudad de La Plata, fijándose aquí de asiento principal de su residencia.
El 10 de enero de 1562, llegaron a Potosí dos hombres (uno de ellos era el procurador general Francisco de la Serna) con ciertas provisiones y despachos de la ciudad de Lima, emitidas por el virrey y sus autoridades reales, documentos que se referían a la Capitulación. Con estos despachos entraron con gran algarabía, en medio de mucha gente y en señal de posesión, se bañaron con la sangre de un indio inocente dándole azotes sin culpa alguna y exclamando libertad y que ya no tenían que ver con la Real Audiencia o la ciudad de La Plata.